# Rojo
Rojo é uma conceituada banda cristã de pop rock mexicana, liderada por Emmanuel Espinosa.

## História
O grupo Rojo é formada por três integrantes homens e uma mulher, formada pelo líder Emmanuel Espinosa seu surgimento aconteceu em Fevereiro de 2000, tocando em um Festival nos Estados Unidos em Los Angeles chamado "Generacion Nueva", depois do início a banda conseguiu conquistar inúmeros jovens cristãos, por causa de seu rock mais moderno ao padrões cristãos e principalmente porque começaram a tocar em turnês com o premiadissimo cantor cristão Marcos Witt, nos Estados Unidos, América Latina e Japão. Em 2001 o grupo lança seu primeiro álbum intitulado "Rojo", depois de dois anos de intenso trabalho a banda lança seu segundo álbum pela Reyvol Records "24.7" e no ano de 2004 com o lançamento do cd "Dia de Independecia" o grupo se consolida, alcançando jovens em todo o mundo que gostam do rock cristão em espanhol.e ganhando o prêmio de melhor álbum do Grammy Latino.
No ano de 2005 a banda lança o seu primeiro DVD nomeado "Pasaporte" e conquista o segundo Grammy como melhor álbum cristão, no ano seguinte 2006 alem de criar um cd de natal "Navidad" , tambiem lança o cd "Edicion Especial", cd remixando com as principais canções do grupo, no ano de 2007 o sexto álbum é lançado "Con el Corazón en la mano".
No dia 18 de agosto de 2012 a banda através das redes sociais anunciou sua turnê de despedida após 13 anos de estrada.
Obs: Rojo em espanhol significa Vermelho, para o grupo a cor simboliza o vermelho do sangue de Cristo.

## Integrantes
- Emmanuel Espinosa - baixo e vocal
- Linda Espinosa - vocal
- Rubén González - batería
- Oswaldo Burruel - guitarra

## Discografía
- 2001 - Rojo
- 2003 - 24.7
- 2004 - Día de Independencia
- 2005 - DVD – Pasaporte
- 2006 - Edición Especial
- 2006 - Navidad
- 2007 - Con el corazón en la mano
- 2008 - con el corazón tour CD
- 2009 - Apasionado por ti